# Partita (Pärt)
Pour les articles homonymes, voir Partita.
Partita est une œuvre pour piano composée par Arvo Pärt, compositeur estonien associé au mouvement de musique minimaliste.

## Historique
Écrite en 1959, la première exécution publique de cette partita a eu lieu la même année à Tallinn par le pianiste Bruno Lukk.

## Structure
En quatre mouvements :
1. Toccatina - 1 min 00 s
2. Fughetta - 1 min 00 s
3. Larghetto - 3 min 30 s
4. Ostinato - 2 min 00 s

## Discographie
Discographie non exhaustive.
- Sur le disque Estonian Piano Music par Lauri Väinmaa chez Finlandia, 1994.
- Sur le disque Fractured Surfaces par Alekseï Lioubimov chez SoLyd, 2003.